# Hans Ulrich Horster
Hans Ulrich Horster, född 23 augusti 1900 i Königswinter, död 15 april 1993 i Cannes, författare. Hans Ulrich Horster var egentligen inte hans namn utan en pseudonym. Hans egentliga namn var Eduard Rudolph Rhein.
En roman han skrev är Barn 312 som kom ut 1955.